# Quiscalus
Quiscalus là một chi chim trong họ Icteridae.